# Josef Huber (Politiker, 1852)
Josef Huber (* 28. November 1852 in Kaning; † 24. April 1921 Rauth (seit 1931 Feld am See)) war ein österreichischer Landwirt und Politiker.

## Leben
Huber war der Sohn des Landwirts und Besitzers der Rainerhube Johann Huber (* 13. Dezember 1813; † 1. November 1888) und dessen Ehefrau Rosina geb. Graier (* 20. Juni 1815, † vor 1888). Er war evangelisch A.B. und heiratete am 14. Februar 1876 Anna Steinwender (* 18. August 1854; † 19. Juli 1938). Aus der Ehe gingen drei Söhne und vier Töchter (von denen eine jung starb) hervor.
Huber arbeitete als Landwirt und übernahm 1878 die väterliche Rainer- und die Pongratzhube in Kaning, nach dem Tod des Vaters auch die Trattnighube als Erbe. Im Jahr 1887 Übernahme er die Laßnitzerhube in der Gemeinde Rauth (heute Gem. Feld am See) von seiner Schwiegermutter und zog von Kaning nach Rauth. 1906 übergab er den Laßnitzerhofe an seinen ältesten Sohn.
Er war ab 1888 Gemeinderat und von 1901 bis 1920 Bürgermeister der Gemeinde Rauth. Im Jahr 1901 war er Gründer und Obmann der Spar- und Darlehenskasse in Rauth, im Jahr 1902 Gründer der freiwilligen Feuerwehr in Rauth und 1893 Kurator der evangelischen Kirchengemeinde. 1920 wurde er zum Ehrenbürger der Gemeinde Feld am See ernannt.
Vom 17. Dezember 1900 (Nachwahl vom 15. September 1900 nach Rücktritt von Johann Bartlmä) bis zum 2. Februar 1909 war er Abgeordneter im Kärntner Landtag für den Wahlkreis LGM 5 Villach bzw. LGM 8 Villach. Im Landtag war er in der
- VIII. Wahlperiode von 1900 bis 1902 Mitglied des Wahlreform- und des land- und volkswirtschaftlichen Ausschusses und in der
- IX. Wahlperiode von 1903 bis 1909 Mitglied des land- und volkswirtschaftlichen Ausschusses.

Er gehörte dem Klub KBB an.